# Isabelle Raimond-Pavero
Pour les articles homonymes, voir Raimond et Pavero.
Isabelle Raimond-Pavero, née le 23 février 1961, est une femme politique française. Elle est sénatrice d'Indre-et-Loire de 2017 à 2023.

## Biographie
De 2014 à 2017,,,, elle est la 4e adjointe au maire de Chinon chargée de la vie associative et de la vie des quartiers,,.
Elle est membre de la communauté de communes Chinon, Vienne et Loire,.
En mars 2015, elle est élue conseillère départementale du canton de Chinon en tandem avec Éric Loizon,. Elle est nommée vice-présidente du conseil départemental d'Indre-et-Loire,,.
Le 24 septembre 2017, elle est élue sénatrice d'Indre-et-Loire,,,,,,.